# Islas Vincent
Las islas Vincent (en inglés: Vincent Islands) es un pequeño grupo de islas cerca de la cabeza de la bahía Rey Haakon en el lado sur de la isla San Pedro de las islas Georgias del Sur. Aproximadamente fue trazado por la expedición británica bajo Ernest Shackleton, entre 1914 y 1916, y supervisado por el SGS en el período 1951-1957. Nombrado por el Comité Antártico de Lugares Geográficos del Reino Unido (UK-APC) por J. Vincent, contramaestre del Bergantín Endurance, en el periodo 1914-1916, que acompañó a Shackleton en su viaje a la bahía.
La isla es administrada por el Reino Unido como parte del territorio de ultramar de las Islas Georgias del Sur y Sandwich del Sur, pero también es reclamada por la República Argentina que la considera parte del departamento Islas del Atlántico Sur dentro de la provincia de Tierra del Fuego, Antártida e Islas del Atlántico Sur.